# Бахмутка (притока Кальміусу)
Бахмутка (Скоморошина) — річка в Донецьку, права притока Кальміусу, впадає в нього на території Донецького металургійного заводу. Витік річки розташований в околицях Ветковського ставка, на північному сході 3-го Східного мікрорайону Київського району Донецька біля промзони колишнього заводу «Точмаш».
Протікає територією Київського, Куйбишевського, Ворошиловського та Ленінського районів Донецька.
У 30-і роки XX століття в руслі річки споруджений каскад штучних водойм для забезпечення міста технічною водою. На правому березі розташований міський Центральний парк культури і відпочинку імені Щербакова.

## Урочище Бахмутка

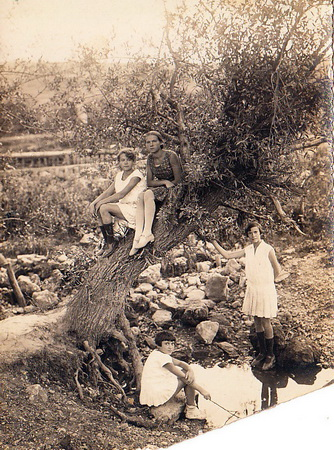
Діти в урочищі Бахмутка. 1923 рік

У долині річки в Київському районі Донецька розташоване урочище Бахмутка, обмежене трьома териконами та залізничною гілкою, що йде на донецький металургійний завод.
Урочище Бахмутка з зеленим масивом балки Безіменне від Ветковський ставків до парку Щербакова, одне з небагатьох місць у Донецьку, де збереглися природні непорушені ґрунти. Згідно з програмою охорони навколишнього природного середовища та забезпечення екологічної безпеки м. Донецька до 2015 року планується збільшення площі природно-заповідного фонду за рахунок урочища та відведення деградованих та рекультивованих земель під лісонасадження. Також згідно з новим Генеральним плану Донецька, планується прибрати терикони з урочища.

## Вєтківський став
Вєтківський став (Старий Вєтківський став) — перший став на річці Бахмутка за її течією. Утворений дамбою, якою проходить Вулиця Артема в напрямку залізничного вокзалу Донецьк. Розташований на півдні 3-го Східного мікрорайону. На південному сході від ставка проходить промислова залізнична гілка до Донецького металургійного заводу, яка, власне, проходить уздовж усього лівого берега річки Бахмутка.

## Третій міський ставок
У заплаві річки у Третього міського ставу до Жовтневого перевороту 1917 року було місце маївок та сходок робочих Ветківського рудника. У насосній станції перебувала явка більшовиків Юзівки, а в Глухому яру — маївки шахтарів Волинського рудника.

## Другий міський ставок
До Жовтневої революції 1917 року на пустирі у Другого міського ставка збиралися на маївки шахтарі Смолянки. В одному з ярів таємно поховали п'ять робочих, убитих поліцією.
На березі другого міського ставка розташована спортивна станція.

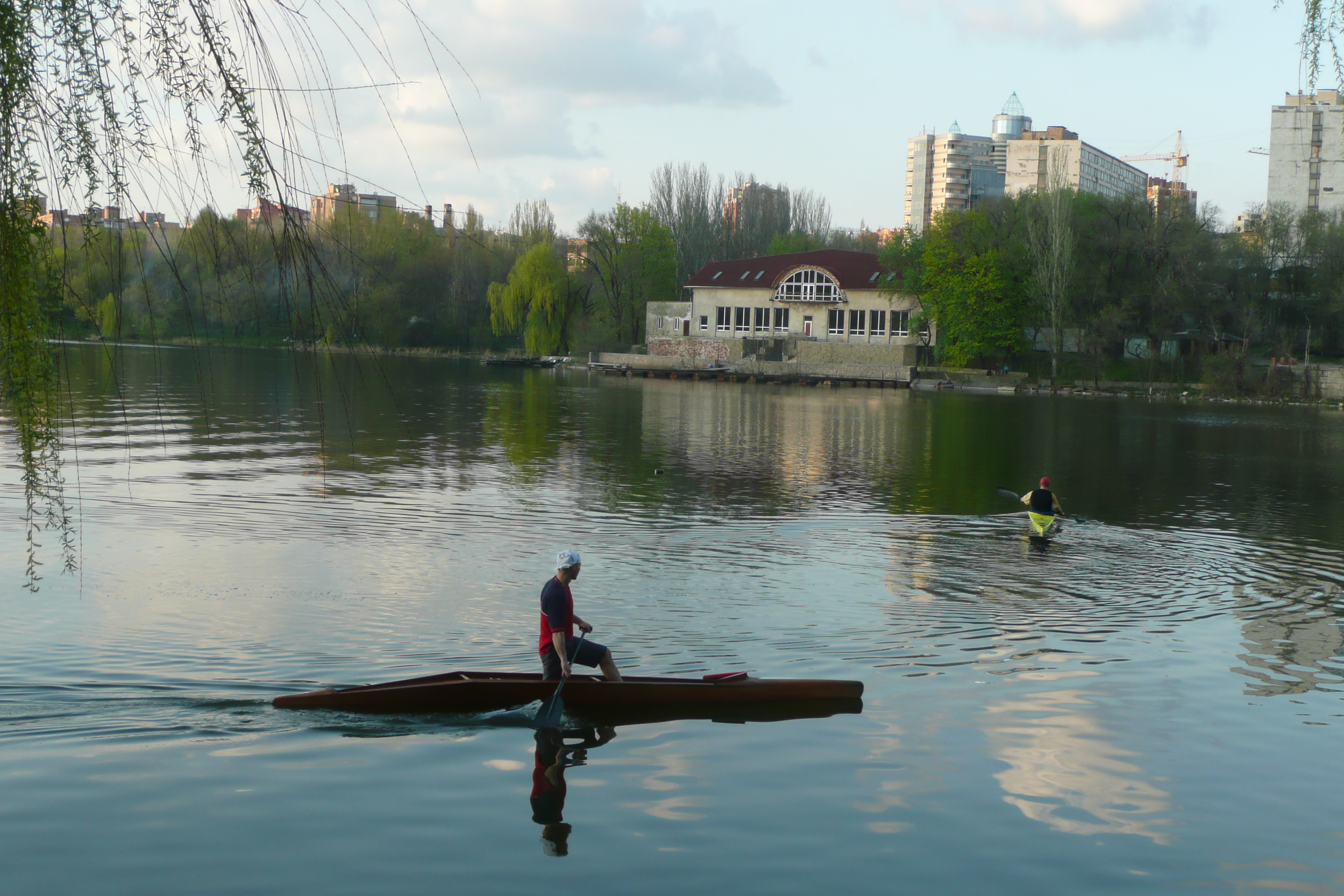
Водна станція «Спартак» із секцією веслування на байдарках та каное
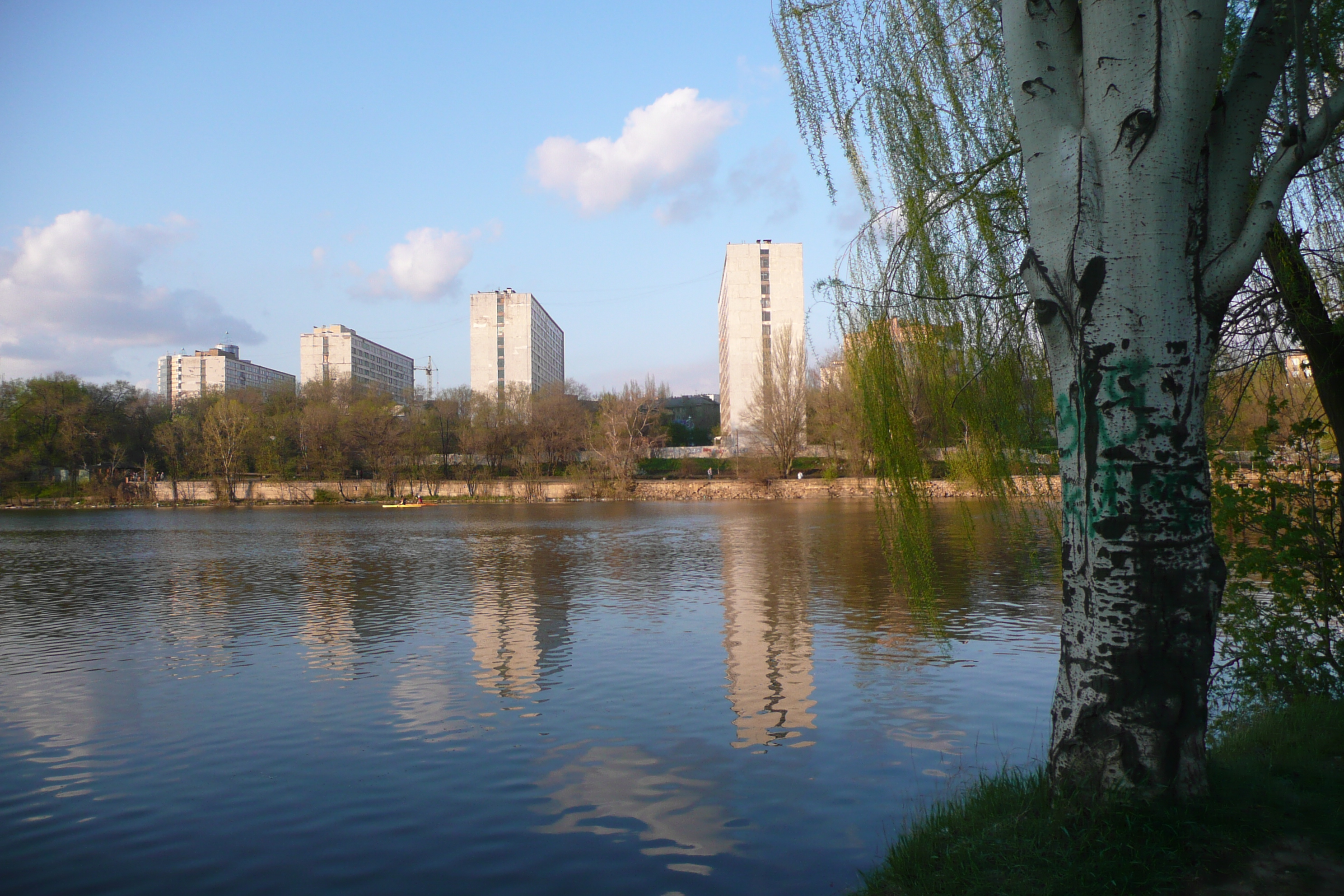
Гуртожитки  Донецького національного університету
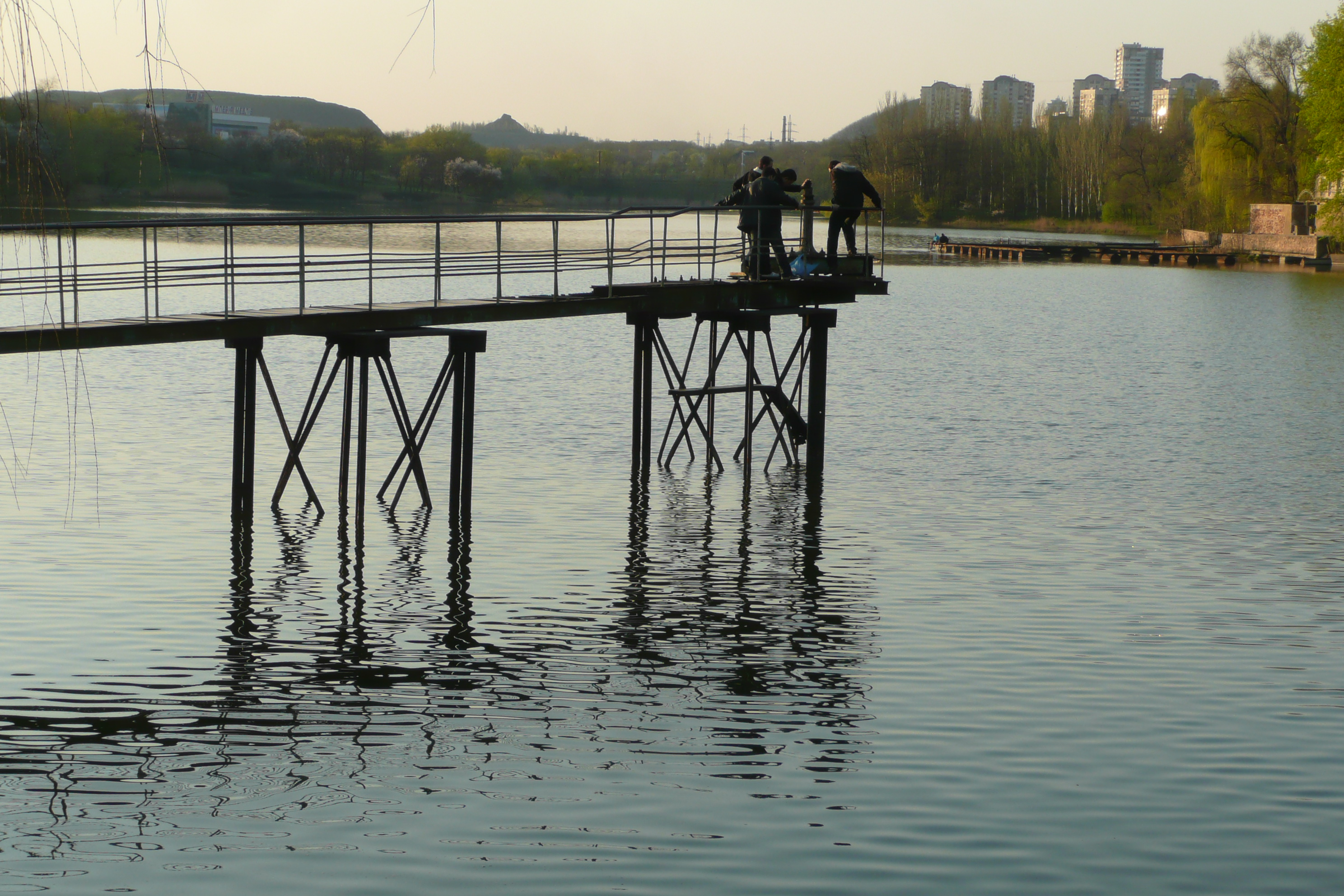
Другий міський ставок
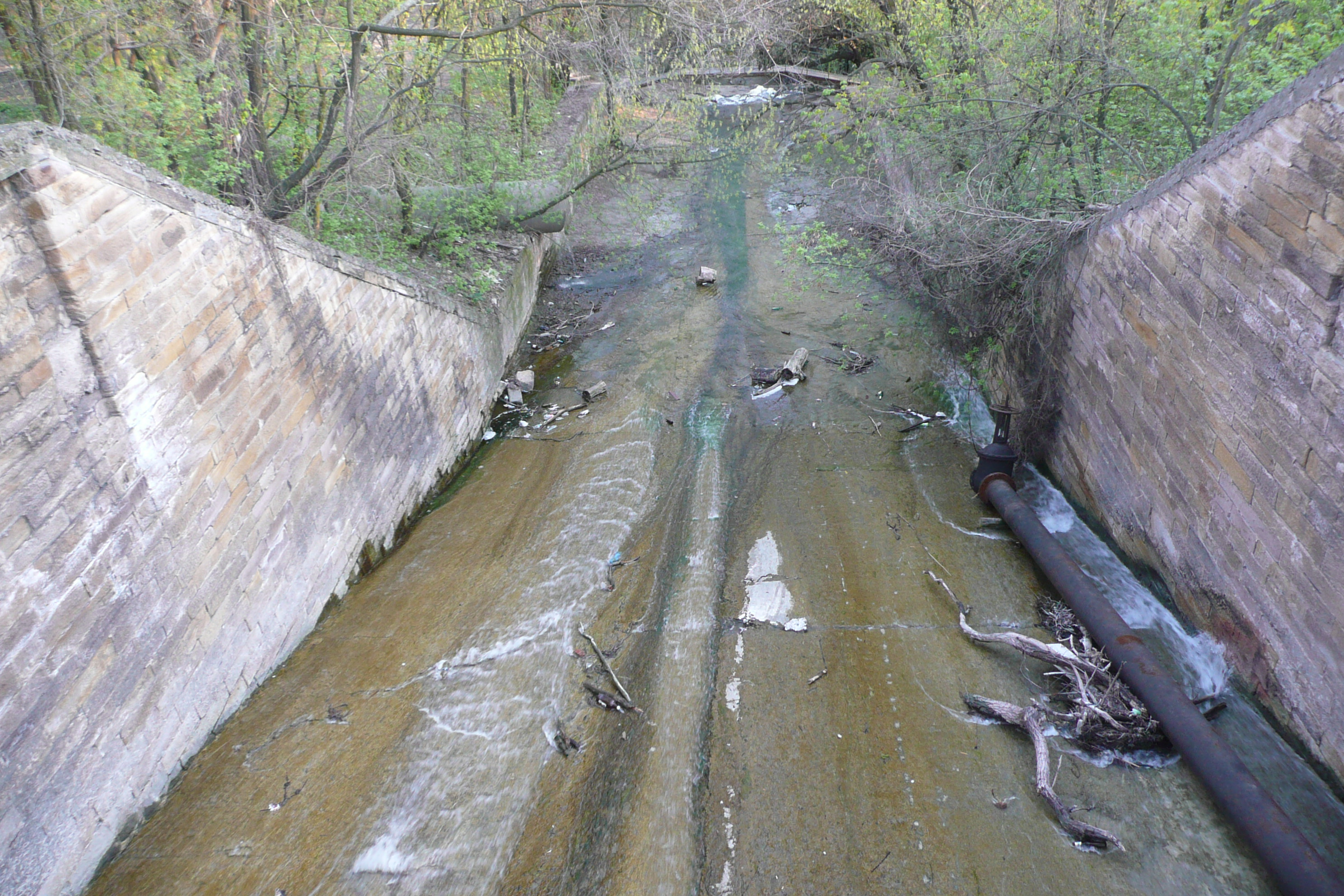
Штучне русло, яким вода з другого ставка потрапляє в перший

## Перший міський ставок
Перший міський ставок виконував роль водосховища Юзівського металургійного заводу. Він і другий міський ставок були створені на річці Скоморошина (Бахмутка), після того як заводу перестало вистачати води з водосховища на річці Кальміус. Ємність першого міського ставка при створенні склала один мільйон кубічних метрів. Площа водного дзеркала останнім часом становить 32 гектара.
Вода зі ставка забиралася трьома насосами, які передавали її в напірний бак у Центральній шахті. Крім води з Скоморошини ставок наповнювався також водою з Кальміусу за допомогою семи насосів. Воду зі ставка, крім заводу, використовували лазні та пожежні. Для пиття вода не використовувалася ніколи.
На східному березі розташовувалася човнова станція Міського саду. Останнім часом човнова станція парку Щербакова розташована на західному березі.

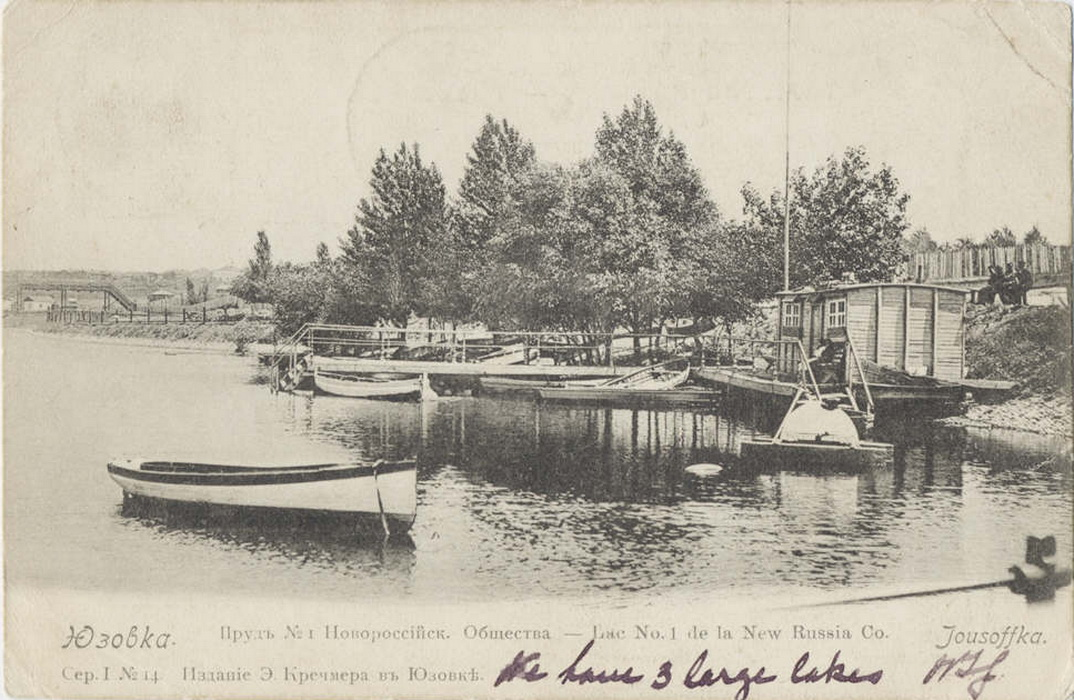
Листівка видавництва Е. Кречмера в Юзівці. Човнова станція біля Міськсаду. Початок XX століття
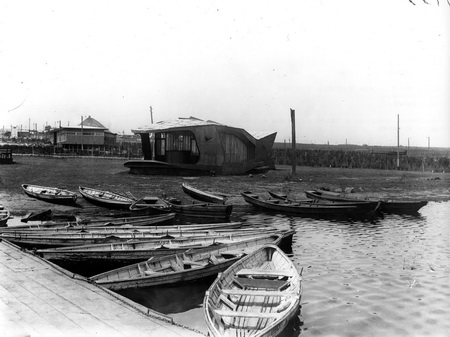
1930-е. Човнова станція у Міськсаді
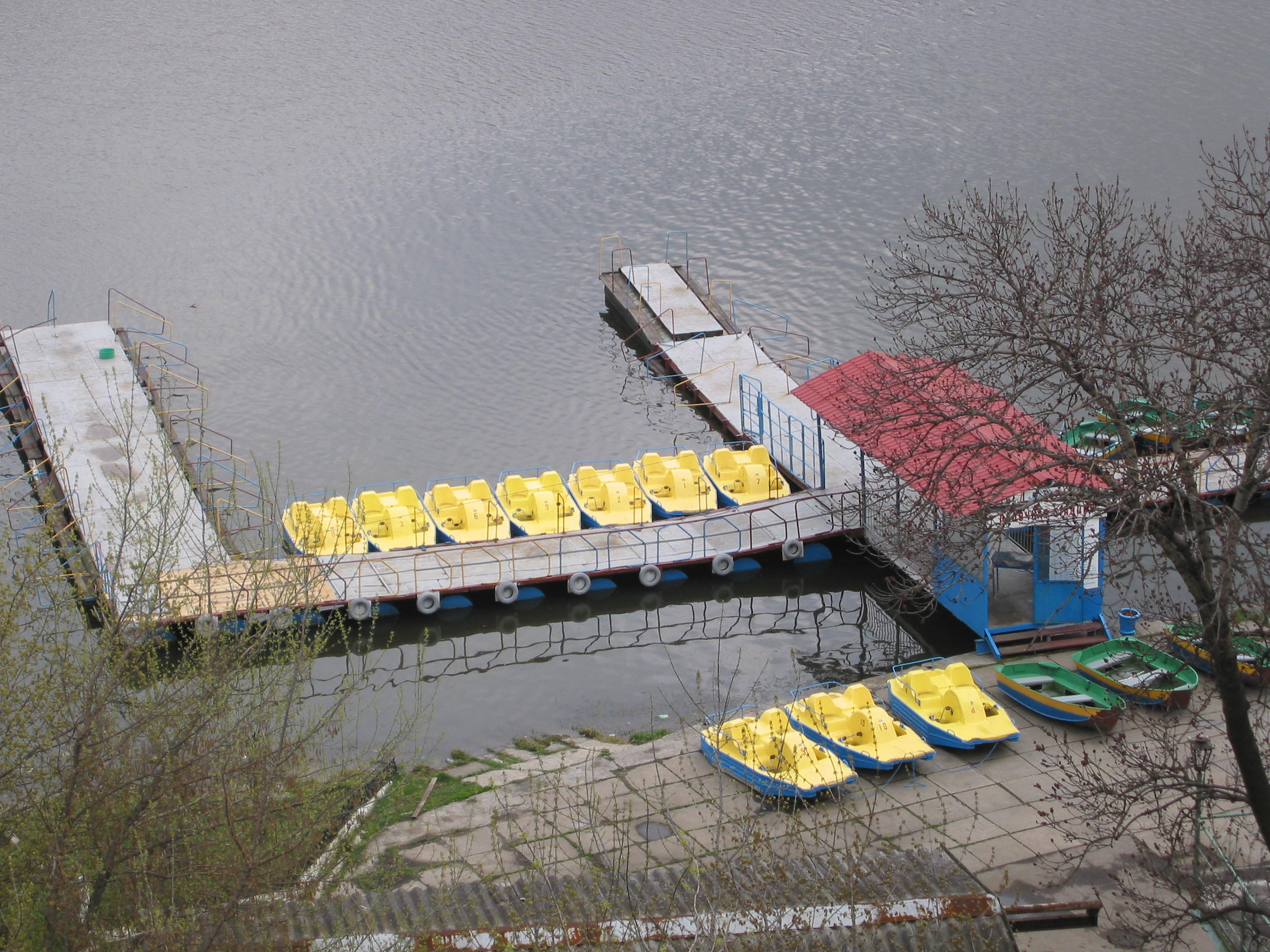
Човнова станція у першому міському ставку в парку Щербакова

Міст через перший міський ставок з'явився в роки Німецько-радянської війни після звільнення Сталіно від нацистів. Спочатку це був понтонний міст, встановлений саперами, потім його замінили на дерев'яний міст на стаціонарних опорах (386 м), а в кінці 1950-х років замінили на залізобетонний. Цей міст — пішохідний, довжина — 33 метрів, ширина — 6 метрів. З боку вулиці Університетської його обрамляють два пілони, які виконані у формі альтанок.
Фото першого міського ставка та моста через нього були надруковані на поштовій марці України «Національна філателістична виставка. Донбас — шахтарський край» (номер в каталозі «Міхель»: 323 (M 380)).

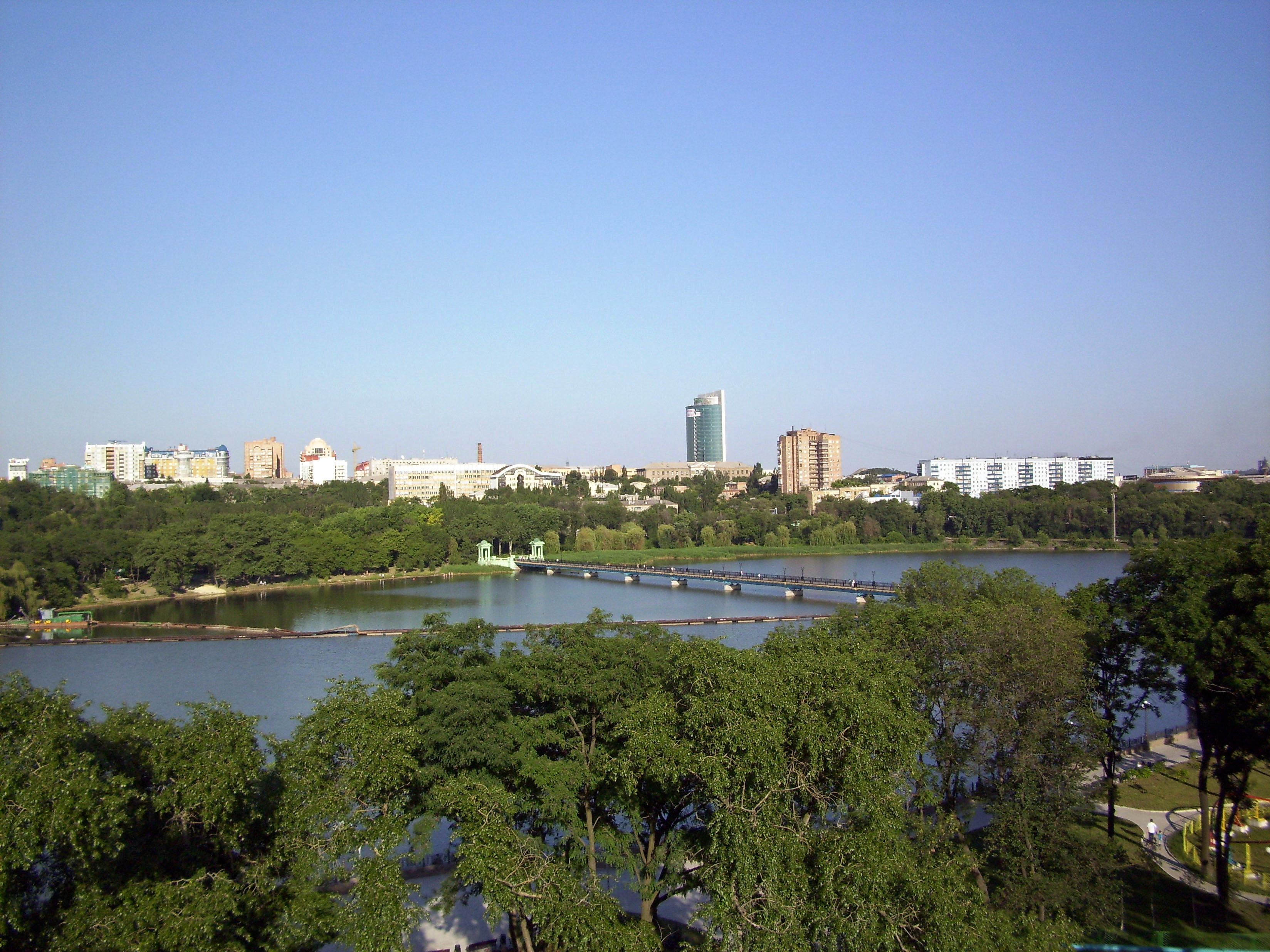
Перший міський ставок, 2010 рік
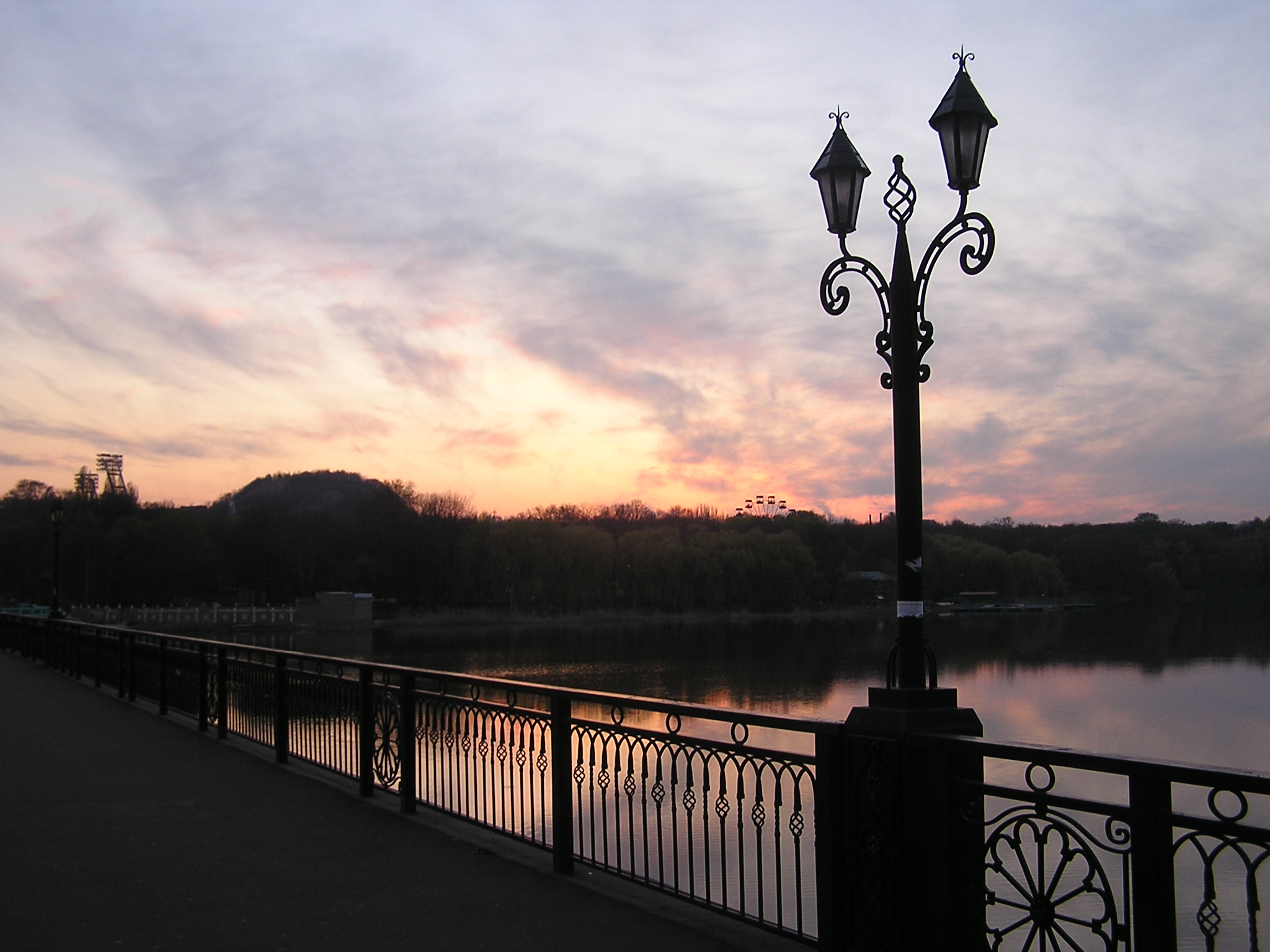
Міст через перший міський ставок, 2007 рік
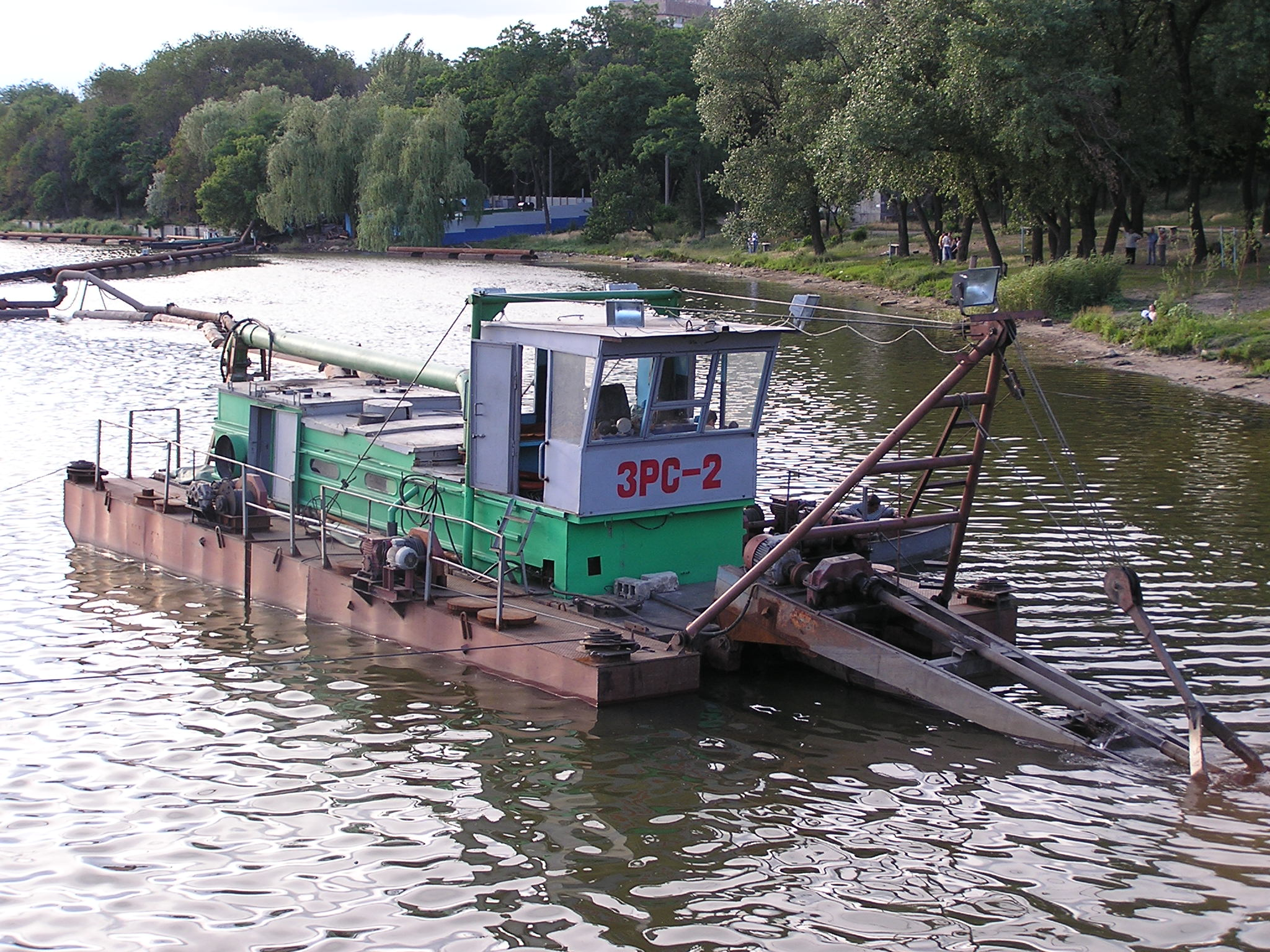
ЗРС-2 чистить перший міський ставок
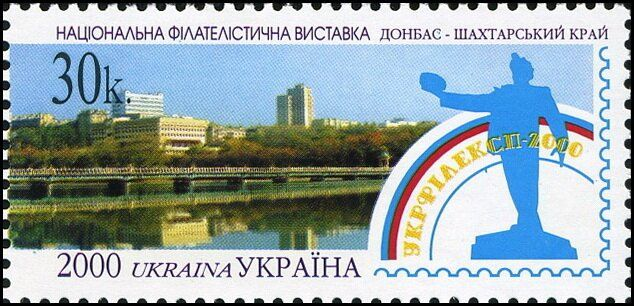
Поштова марка «Національна філателістична виставка. Донбас — шахтарський край».

## На території ДМЗ
Нижче за течією після першого міського ставка річка йде під землю. Вона йде в обхід території Донецького металургійного заводу та піднімається на поверхню поряд з «Містечком посмішок» на території парку заводу. Під час будівництва заводу річка була захована в бетонне русло, кільця та тюбінги. За словами донецьких дигерів, можна пройти третину довжини підземної течія річки, після чого є водоспад, заввишки три-чотири метри і шлях далі перекритий камінням та шматками бетону. Водою з річки живиться світло-музичний фонтан, що розташований на території парку. За межами заводу річка впадає в Кальміус.

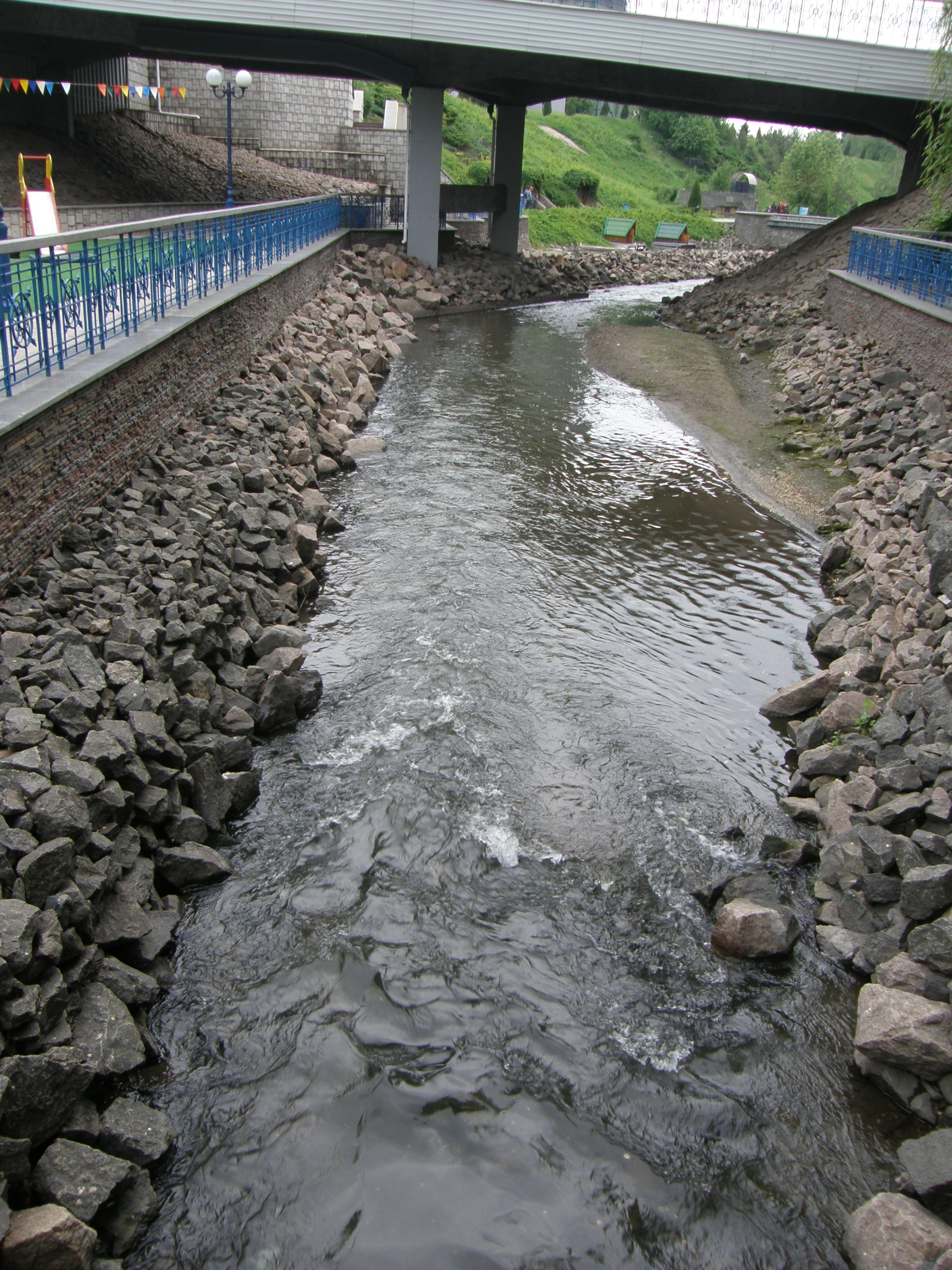
Бахмутка на території парку Донецького металургійного заводу
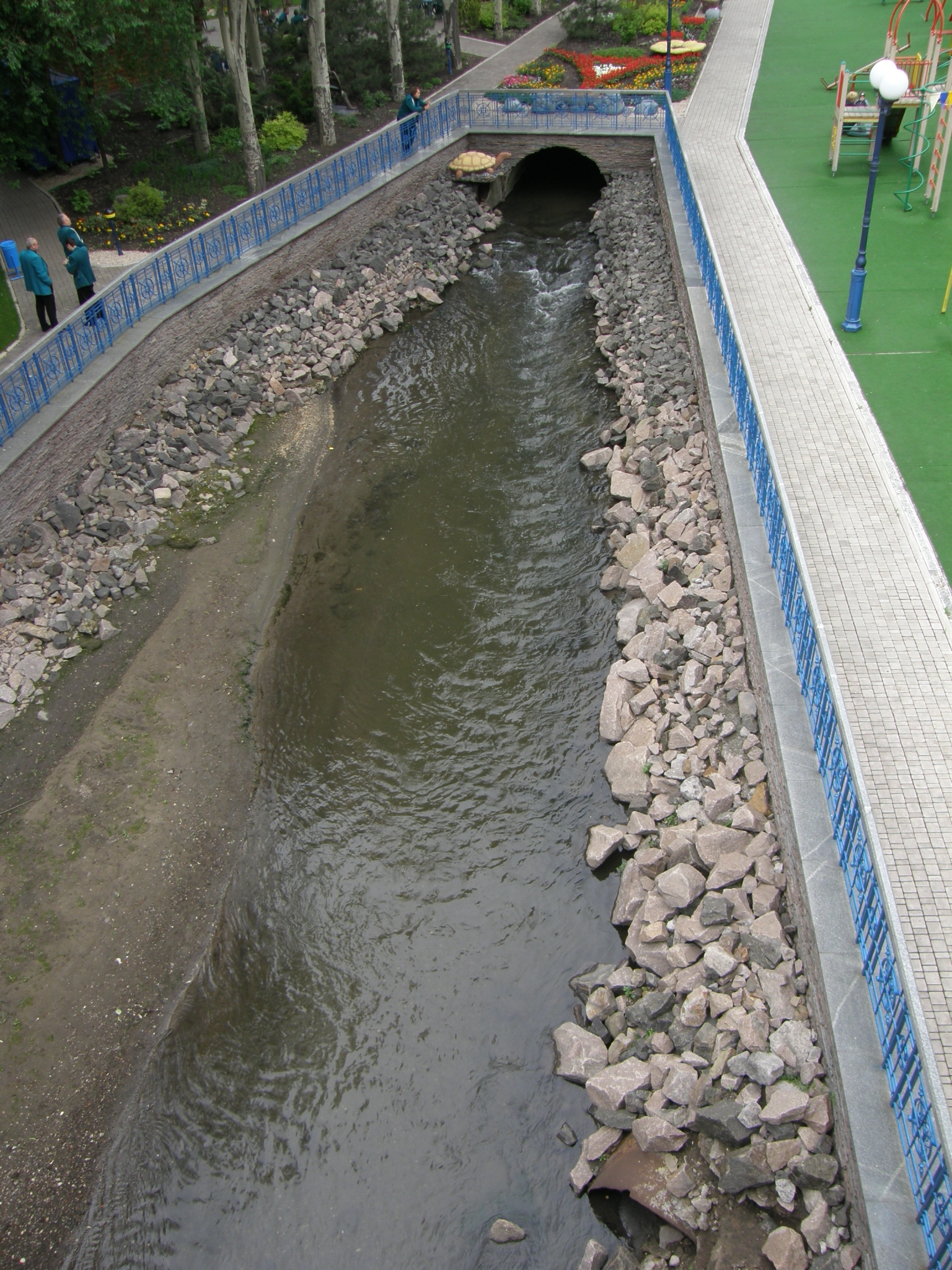
Огорожа в «Містечку посмішок»
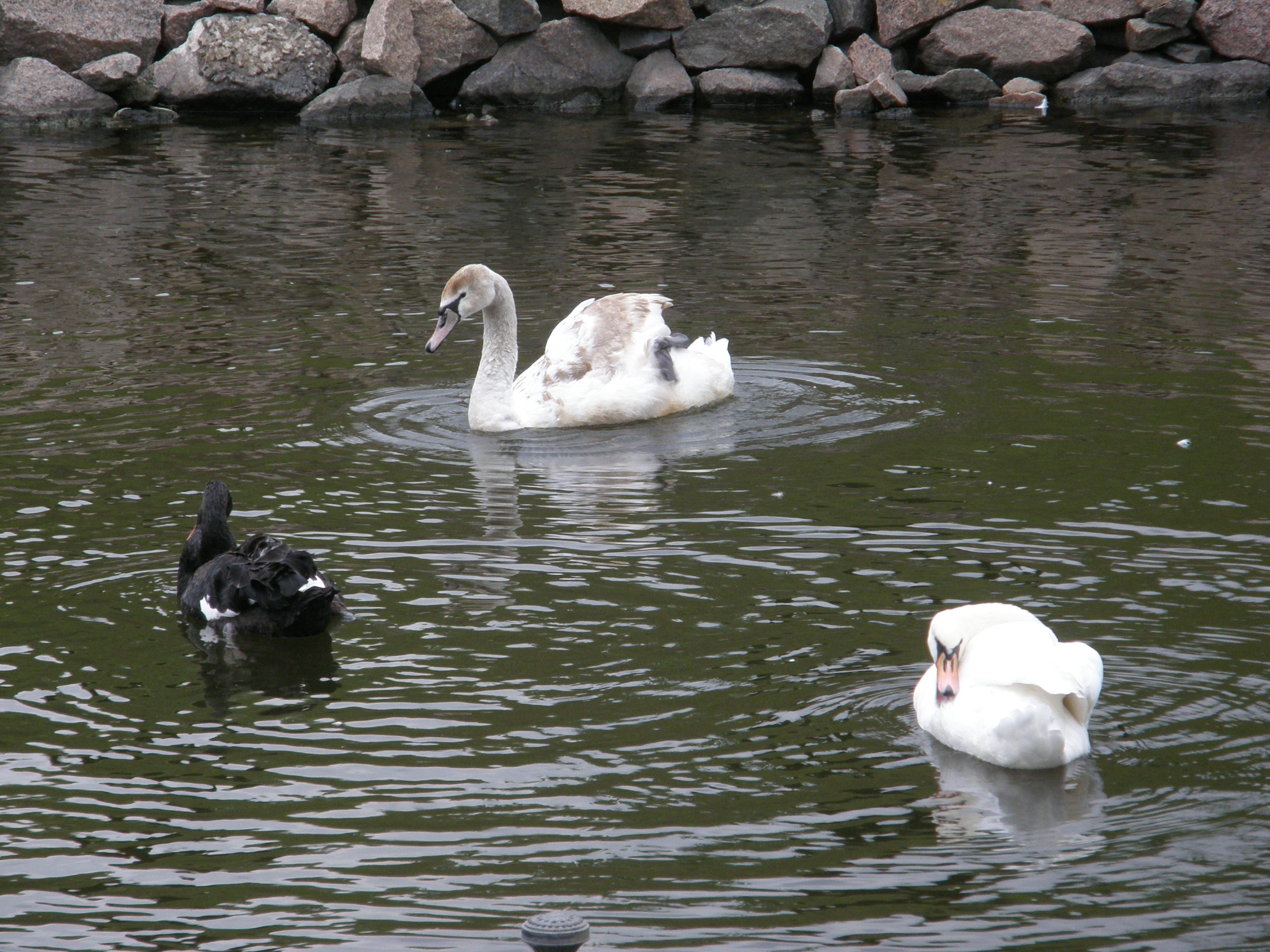
Лебеді в парку
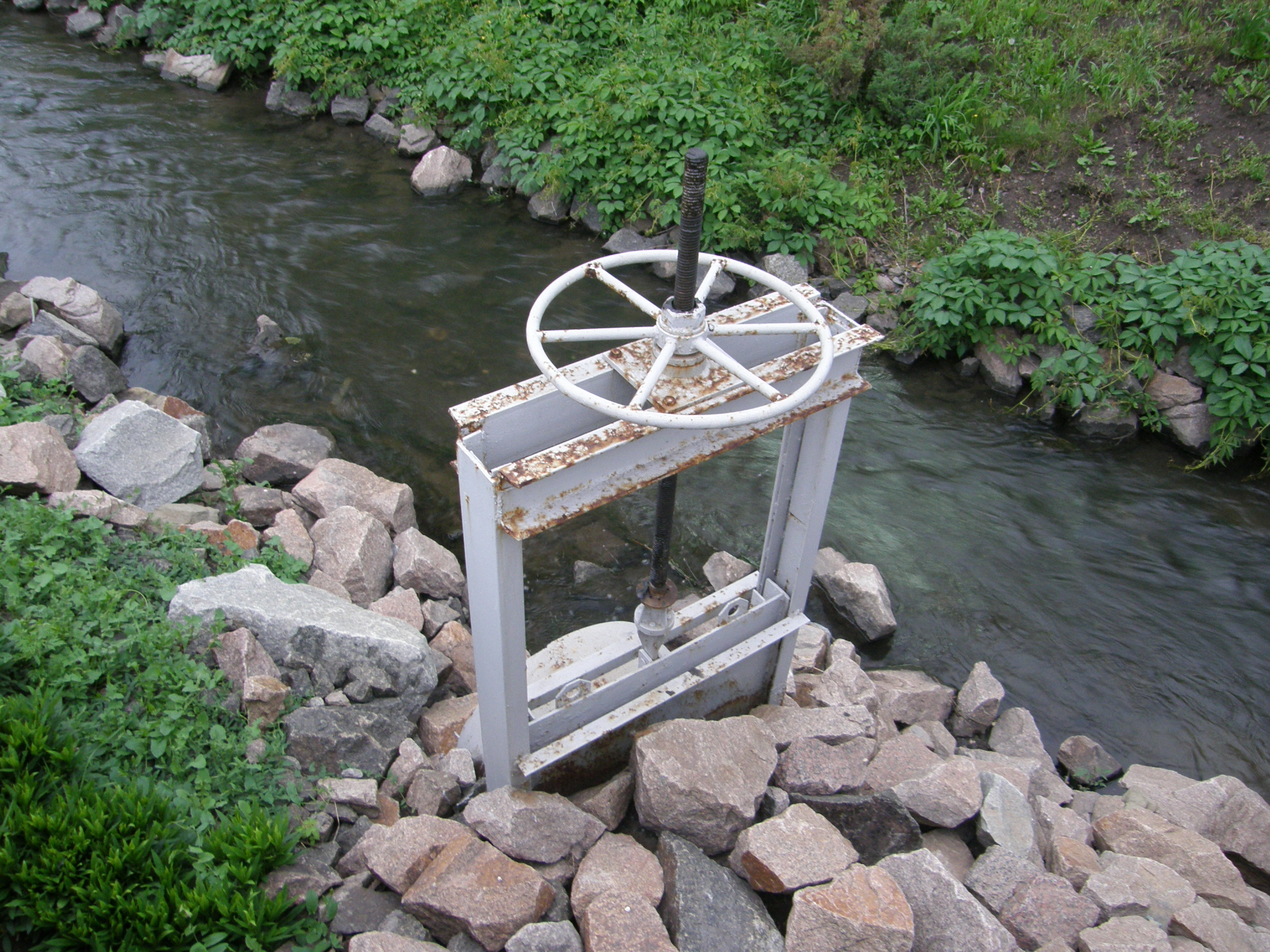
Вентиль